# Zentrumsbildung
Zentrumsbildung oder Citybildung bezeichnet den vor allem durch einen Funktionswandel gekennzeichneten Prozess der Herausbildung des funktionalen Bereichs der Innenstadt (auch City) in einer Stadt.
Mit dem Einsetzen der Industrialisierung vollzog sich ein Wandel in den mitteleuropäischen Städten. Hoher Arbeitsbedarf verbunden mit einem demographischen Wandel der Landbevölkerung führten zu einem Bevölkerungsanstieg in den Städten. Dies führte zu einer erhöhten Nachfrage (durch die gewachsene Bevölkerung), sowie zu einer erhöhten Kaufkraft (durch die gestiegene Erwerbstätigkeit). So kam es zur Verdrängung von Wohnnutzung durch gewerbliche sowie weitere Nutzung im tertiären Sektor in bestimmten Gebieten der Städte und damit zur Bildung des funktionalen Raums der Innenstadt (City). 
Zentrumsbildung setzte meist dort ein, wo historische Ansätze bestanden. So hat sich etwa das Gebiet um den Münsterplatz in Bonn von einer mittelalterlichen Stiftsiedlung im Bereich des Münsters zu einem zentralen Platz der heutigen Innenstadt entwickelt, an dem sich vor allem Kaufhäuser mit hohem Flächenbedarf angesiedelt haben. Weitere Bereiche der Innenstadt in Bonn sowie in anderen deutschen Städten waren früher Standorte verschiedener Märkte oder die Bürgerstadt mit Wohn- und Arbeitsstätten von Handwerkern und Kaufleuten.
In einigen Städten kann auch eine Zentrumsrückbildung beobachtet werden. In Gera beispielsweise wurde zu DDR-Zeiten die Bezirksverwaltung mit zahlreichen Ämtern, Behörden und nachgeordneten Institutionen in der Innenstadt angesiedelt. Nach der Wiedervereinigung brach dieser Sektor weg und die Verwaltung wurde in der Landeshauptstadt Erfurt konzentriert. Dadurch stehen zahlreiche ehemalige Verwaltungs- und Dienstleistungsgebäude im Zentrum leer. Ein Umbau zurück zur Wohnnutzung ist in solchen Fällen kostenintensiv und schwer zu realisieren. Die Folge sind leerstehende Verwaltungskomplexe oder (nach deren Abriss) brach liegende Flächen im Innenstadtbereich. Ähnliche Entwicklungen können auch in anderen Großstädten Ostdeutschlands beobachtet werden, aus denen nach 1990 Verwaltungen und Dienstleistungen abgezogen wurden und nicht durch Neuansiedlungen kompensiert werden konnten. 